# Seiji Kubo
Seiji Kubo (久保 政二 Kubo Seiji?,  nacido el 21 de agosto de 1973 en Ibaraki) es un exfutbolista japonés. Jugaba de defensa y su último club fue el Nagoya Grampus Eight de Japón.

## Trayectoria

### Clubes
| Club                 | País  | Año         |
| -------------------- | ----- | ----------- |
| Nagoya Grampus Eight | Japón | 1992 - 1995 |

## Palmarés

### Títulos nacionales
| Título             | Club                 | País  | Año  |
| ------------------ | -------------------- | ----- | ---- |
| Copa del Emperador | Nagoya Grampus Eight | Japón | 1995 |